# Конвой SO-805 (вересень 1943)
Конвой SO-805 (вересень 1943 року) — японський конвой часів Другої світової війни, проведення якого відбувалось у вересні — жовтні 1943 року.
Конвой сформували для проведення групи транспортних суден до Рабаула на острові Нова Британія — головної передової база японців, з якої провадились операції на Соломонових островах та сході Нової Гвінеї. Вихідним пунктом при цьому розташований був на заході Каролінських островів важливий транспортний хаб Палау. До складу конвою увійшли транспорти «Маєбаши-Мару», «Кінкасан-Мару», «Тоней-Мару», «Нісшу-Мару» і «Тоун-Мару». Ескорт складався з мисливців за підводними човнами CH-16 та CH-38.
25 вересня 1943 року судна вийшли з Палау та попрямували на південний схід. Уранці 30 вересня за 500 км на південний схід від Палау підводний човен Pogy торпедував та потопив «Маєбаши-Мару», яке мало на борту 2367 військовослужбовців, зокрема маршеве поповнення для 13-го, 23-го та 45-го піхотних полків 6-ї дивізії та 229-го та 230-го піхотних полків 38-ї дивізії, а також 61-ї будівельної роти. Разом із судном загинуло 1389 військовослужбовців та 51 член екіпажу, також були втрачені різноманітні вантажі — амуніція, 10 вантажних автомобілів, бочки з пальним, понтони та інші предмети.
Під вечір 1 жовтня за 1100 км на південний схід від Палау інший підводний човен Peto торпедував та потопив «Кінкасан-Мару» і «Тоней-Мару», разом із якими загинуло 3 і 10 членів екіпажу відповідно.
6 жовтня залишки конвою прибули до Рабаула.
Також варто відзначити, що у січні 1944 року між Палау та Рабаулом пройде ще один конвой із таким саме номером SO-805.